# On Avery Island
On Avery Island és l'àlbum debut del grup estatunidenc d'indie folk/rock Neutral Milk Hotel. Va ser llançat el 26 de març de 1996 per Merge Records. Es tracta de la segona gravació oficial del grup (que per aquells temps constava de Jeff Mangum i qui estigués amb ell en aquell moment), i encara que no és tan experimental com les seves primeres maquetes de casset, encara trobem estranys collages sonors i experiments musicals al llarg de l'àlbum. Totes les lletres de l'àlbum van ser escrites pel mateix Mangum, així com pràcticament tota la música.

## Antecendents i gravació
Neutral Milk Hotel es va formar a Ruston (Louisiana) a finals dels anys vuitanta com un dels molts projectes de gravació domèstica del músic Jeff Mangum. Els senzills enregistraments cassolans que Mangum va fer amb els seus amics Robert Schneider, Bill Doss i Will Cullen Hart van conduir a la formació del col·lectiu musical The Elephant 6 Recording Company. Després de graduar-se de l'escola secundària, Mangum es va traslladar a Seattle i va llançar el senzill Everything Is per Cher Doll Records, sota l'àlies Neutral Milk Hotel. L'exposició del senzill va convèncer Mangum per gravar més música sota aquest nom. Es va traslladar a Denver i va començar a treballar amb Schneider per gravar el seu primer disc On Avery Island.
On Avery Island es va gravar entre febrer i maig del 1995 i va ser produït per Schneider. Es va gravar en dos llocs diferents: aproximadament la meitat de l'àlbum es va gravada a casa dels músics Dane Terry i Marisa Bissinger, i l'altra meitat es va gravar al Pet Sounds Studio. El títol es refereix a Avery Island, una illa amb cúpula de sal més coneguda com la font de salsa Tabasco al sud de Louisiana, l'estat natal de la banda.

## Recepció
La recepció comercial de On Avery Island va ser l'esperada, havent venut, avui dia, més de 5000 còpies. La recepció crítica de l'àlbum va ser força positiva. Jason Ankery de la pàgina web Allmusic va donar 4 de 5 punts a l'àlbum, i va escriure:
Al llarg del disc, les rodes de Jeff Mangum amenaçen amb volar en qualsevol moment: les seves cançons són críptiques i esborrajades, les seves idees ràpides i furioses, i juntes forcen el concepte de gravació cassolana a fora del soterrani i cap a un valent nou món.
Daniel Good de la revista Twisted Ear li va donar 4,5 punts sobre 5, i el 2008 va escriure:
El poder de Mangum és fer música que a la gent li importi, amb la qual s'identifiquin. La mantenen a prop i la comparteixen amb els seus millors amics. Després d'escoltar les seves cançons, Mangum és el teu millor amic. Aquesta és la seva màgia, i també és per això que ens sentim tristos sense ell fent música. Al final, On Avery Island és un àlbum en solitari: tremolós, difús i fràgil, amb una profunda poètica circular que cavalca sobre l'atrotinat vehicle amb tot el seu valor.
L'àlbum es va incloure a la votació anual de Village Voice Jazz & Pop Critics, a la posició número 35. Spin va incloure On Avery Island al top 10 de la seva llista d'àlbums del 1996 "que no vas escoltar".

## Versió britànica
La versió britànica en CD d'aquest àlbum conté dues pistes més: «Everything Is» i «Snow Song Pt. 1», totes dues extretes del senzill Everything Is, segons sembla, sense el permís de Jeff Mangum. A l'LP de vinil, «Pree-Sisters Swallowing a Donkey's Eye» té una durada de 3:28 minuts, a diferència de la versió digital i CD significativament més llarga, de 13 minuts i 49 segons. La versió del Regne Unit també té una portada diferent, dissenyada per Jill Carnes de Thimble Circus.

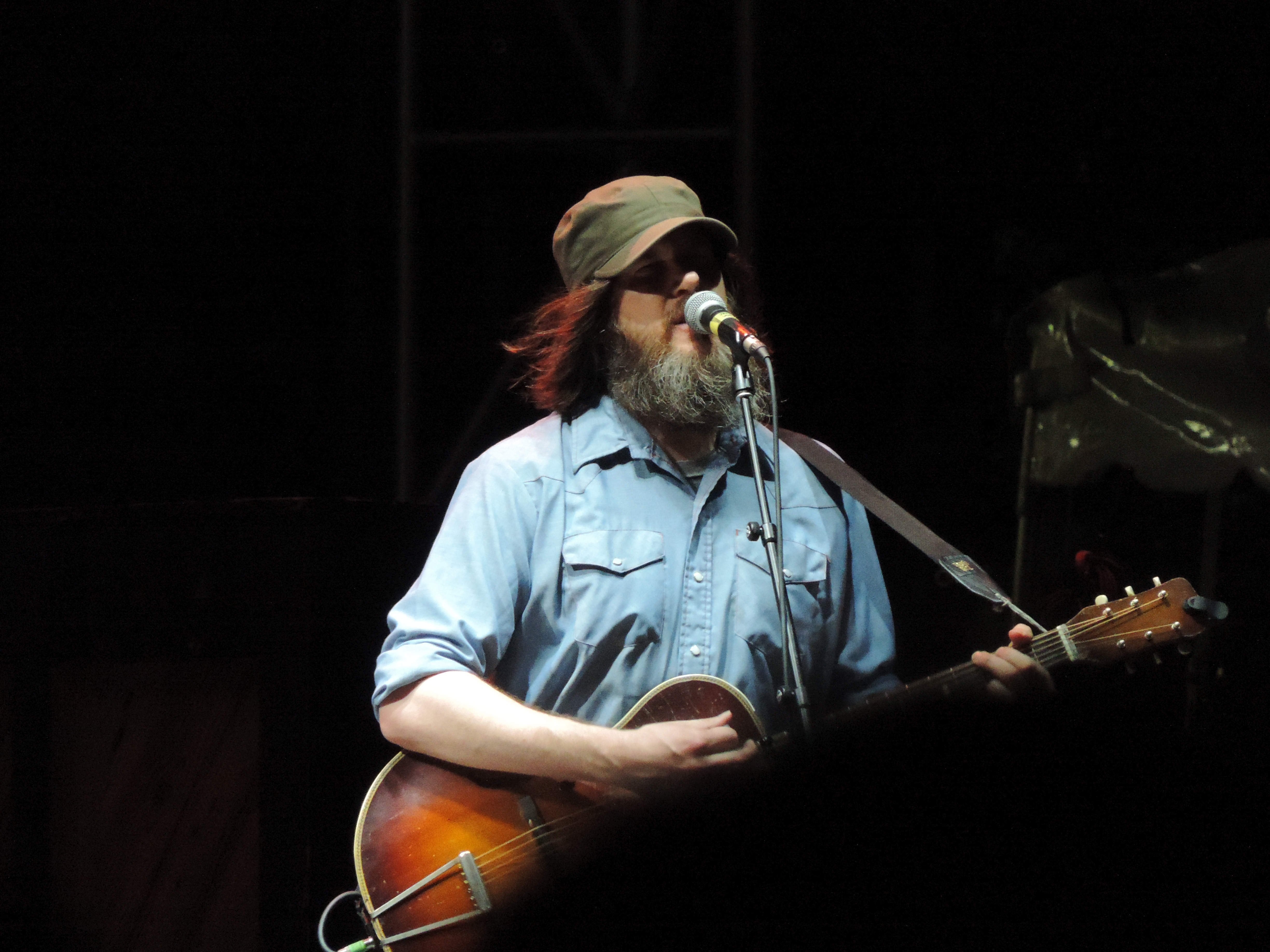
Jeff Mangum en concert el 2014.

## Llista de cançons
Totes les cançons foren escrites i compostes per Jeff Mangum, excepte on s'indiqui. Arranjaments de trompa compostos per Robert Schneider. 
| Núm.          | Títol                                                      | Durada |
| ------------- | ---------------------------------------------------------- | ------ |
| 1.            | «Song Against Sex»                                         | 3:40   |
| 2.            | «You've Passed»                                            | 2:54   |
| 3.            | «Someone Is Waiting»                                       | 2:31   |
| 4.            | «A Baby for Pree»                                          | 1:21   |
| 5.            | «Marching Theme»                                           | 2:58   |
| 6.            | «Where You'll Find Me Now»                                 | 4:04   |
| 7.            | «Avery Island / April 1st» (Jeff Mangum, Robert Schneider) | 1:48   |
| 8.            | «Gardenhead / Leave Me Alone»                              | 3:14   |
| 9.            | «Three Peaches»                                            | 4:01   |
| 10.           | «Naomi»                                                    | 4:53   |
| 11.           | «April 8th»                                                | 2:47   |
| 12.           | «Pree-Sisters Swallowing a Donkey's Eye»                   | 13:49  |
| Durada total: | Durada total:                                              | 47:58  |

## Personal
- Jeff Mangum: Guitarra, bateria, veu, campanes, xilòfon, orgue, teclats, cintes, disseny de la portada
- Robert Schneider: Orgues d'aire, orgues domèstics, fuzz bass, xilòfon, arranjaments de trompa
- Lisa Janssen: Fuzz bass a les pistes 2 i 8, disseny de portada
- Rick Benjamin: Trombó a les pistes 1, 7, i 8

El tema 12 inclou a Marisa Bissinger, Hilarie Sidney, Zachary DeMichele, Dane Terry, Lisa Janssen, Aaron Reedy i Jeff Mangum tocant diversos instruments indonesis.